# Sven Erik Bodlund
Sven Erik Bodlund, född 8 maj 1922 i Söderhamn, död där 20 december 1994, var en svensk läkare.
Bodlund, som var son till mekanikern Sven Bodlund och Ida Hagberg, blev efter studentexamen i Söderhamn 1942 medicine kandidat vid Lunds universitet 1947 och medicine licentiat vid Uppsala universitet 1958. Han blev t.f. underläkare vid Målilla sanatorium 1949, vid Söderhamns och Moheds sanatorier 1950, t.f. provinsialläkare i Jörlanda, t.f. underläkare vid medicinska avdelningen i Eksjö och t.f. provinsialläkare vid Dorotea sjukstuga 1951, t.f. underläkare i Östhammar och Ljusdal 1952, t.f. provinsialläkare i Ekshärads distrikt 1953, t.f. underläkare i Ekshärad och röntgenavdelningen i Stocksund 1955, röntgenavdelningarna vid Akademiska sjukhuset och i Boden 1958, underläkare och t.f. överläkare i Karlskoga 1958 samt vid röntgenavdelningen i Hudiksvall 1958–1962, t.f. biträdande överläkare 1961–1962, underläkare vid röntgenavdelningen på Söderhamns lasarett 1963–1965, t.f. biträdande överläkare 1965–1966, biträdande överläkare 1966–1976 och överläkare där från 1976.